# Valentina Babor
Pour les articles homonymes, voir Babor (homonymie).
Valentina Babor (Munich, 8 juillet 1989) est une pianiste allemande. Elle fait ses débuts public et gagne des compétitions juniors encore enfant. À douze ans, elle est acceptée par Karl-Heinz Kämmerling au Mozarteum, où elle est devenue partie l'« Initiative Hochbegabten-Förderung » de l'université, un programme pour les étudiants très doué. En 2009, elle joue le second Concerto pour piano, en ut mineur de Rachmaninoff en concert.

## Carrière
Valentina Babor naît à Munich dans une famille d'artistes. À cinq ans, elle commence des leçons de piano, violon, chant et flûte à bec. Elle remporte, la première fois six ans, le concours Jugend musiziert. La concertiste russe, Ludmila Gourari est son professeur de piano de ses sept jusqu'à ses douze ans. Durant cette période, elle se produit en Europe et remporte des concours internationaux pour la jeunesse. Elle fréquente le lycée Max-Joseph-Stift, une école spécialisée pour les arts. En 2002, elle est acceptée à l'université du Mozarteum de Salzbourg, comme jeune étudiante (« Jungstudentin ») par Karl-Heinz Kämmerling, également professeur à la Hochschule für Musik d'Hannovre. Elle fait partie de l'« Initiative Hochbegabten-Förderung » de l'université, une promotion des élèves très doué et collabore notamment avec l'adjointe de Kämmerling, Vassilia Efstathiadou. Depuis 2007, elle étudie avec Elisso Wirssaladze et Gerhard Oppitz à la Hochschule für Musik de Munich. En 2011, elle joue en concert à l'université, les Variationen über »Weinen, Klagen, Sorgen, Zagen« nach Johann Sebastian Bach (variations sur Bach cantate BWV 12) de Franz Liszt.
Babor a reçu le prix « Rising Star » de la Kulturstiftung (fondation culturelle) « Europa musicale » et s'est produite en concerts en juin 2005 dans le Allerheiligen-Hofkirche [église de tous les saints] de la Résidence de Munich,. En 2008, elle a joué avec le violoncelliste Maximilian Hornung au théâtre du Prince-Régent, également pour « Europa musicale ».
Elle apparaît en 2005, au centre culturel Gasteig, où elle joue le Concerto pour piano en mi mineur de Chopin avec l'Orchestre de chambre de Munich (Münchener Kammerorchester) dirigé par Christoph Poppen. En 2008, Babor se roduit en récital au festival Ushuaia dans des œuvres de Beethoven, Prokofiev, Schubert et Ginastera, ainsi que dans le Concerto pour piano en ut majeur K. 482 de  Mozart. L'année suivante, dans le cadre du projet Musik Werkstatt Jugend (atelier de musique jeunes), elle interprète Rachmaninov dans le Concerto pour piano en ut mineur avec l'ensemble interculturel en concerts à l'Herkulessaal de Munich, puis à Rouen. En 2011, elle est soliste lors d'un concert au Gasteig, pour la conclusion d'un festival en l'honneur du 200e anniversaire de Franz Liszt, le 22 octobre. Le programme Hommage à Liszt juxtaposait de la musique de chambre de Liszt avec celle du compositeur et violoncelliste Graham Waterhouse. La musique était composée de pièces pour piano seul jusqu'à une formation piano et quatuor à cordes, notamment la création de la Rhapsodie Macabre de Waterhouse.